# 邱中岳
邱中（1919年10月20日—2009年10月26日），字峻天，學名鍾嶽。中央軍校十六期，中華民國陸軍少將。研究抗日戰爭印緬遠征軍戰史專家。民國八年（1919）十月二十日生於湖北省應城縣郎君橋，民國九十八年（2009）十月二十六日卒於臺北關渡醫院。

## 幼年家世
邱中岳先祖為應城縣令，後代繁衍於斯。祖父輔臣公，亦農亦商。父仲申公、母胡太夫人，誠懇樸實，務農為業。
邱中岳幼習私塾，及長，就讀應城縣立中心小學，繼而就讀應城西城中學及簡易師範。民國二十六年日軍侵華，冬季軍鋒已至九江，乃奉母胡太夫人之命投身軍旅，於民國二十七年一月於武昌左旗營區入伍，分發軍委會戰幹團第一團第一期。後於湖南桃源結業時改爲中央軍校第二分校十六期十九總隊。
邱中岳結訓後被分發到貴州貴興師管區任排長訓練新兵。民國二十八冬，崑崙關戰役打響，第五軍大挫日軍，邱中岳以軍人事業在戰場，待在師管區沒有前途，遂同同學龍英一同開小差，跳槽到新編第二十二師，由在軍校的老師劉梓皋向師長廖耀湘引薦。廖詢以欲任何職？答曰：非上尉不幹、非連長不當！廖甚異之，遂任命為第六十五團第二營第六連上尉連長。

## 對日抗戰
民國三十年秋，東南亞情勢惡化，第五軍（轄新二十二師、第九十六師及第二〇〇師）奉命自貴州推進到達昆明近郊，擔任昆明守備。十二月十六日，太平洋戰爭爆發後的第八天，因緬甸情勢緊張，第五軍奉命西移祥雲、大理、保山等地集結待命。

### 緬甸中南部之役
民國三十一年三月，邱中岳隨軍遠征緬甸，新二十二師以劣勢裝備，解友軍第二〇〇師同古之圍，歷經南陽車站、葉達西、司瓦、沙加雅、苗拉、東崙雅、耶尼、他瓦地、扼拉、平蠻那、葉新、開洞岡、羊米典、瓢背、他希、皎棲、密丁格、曼德勒諸役，與敵激戰四十餘日，連續贏得戰術、戰鬥上的輝煌勝利，但由於中英間的戰略差異所鑄成的大錯，與人謀不臧，終究難逃覆敗的浩劫。

#### 密丁格河遲滯作戰
緬甸大局逆轉，史迪威參謀長與司令長官羅卓英於四月二十七日擅自決定棄守緬甸，遁走印度。集中曼德勒四郊之第五軍主力，奉命以火車運輸與徒步行軍向密支那轉進。二十八日晨，邱中岳受命以本連為基幹，配屬重機槍兩個排、軍砲兵一〇五榴砲營火力支援，編成第六連戰鬥羣，沿密丁格河（曼德勒之南十英里）北岸跨仰（光）曼（德勒）鐡公路佔領陣地，掩護滯留緬中秋克、梅克提拉、他西亙卡老之綫以北地區之英裝甲第七旅、澳軍第六十三旅（機械化），本師第六十六團第三營，通過密丁格河公路橋梁向北轉進。三十日中午，與敵搜索部隊隔河槍戰，邱中岳與軍一〇五榴砲營李懿波營長研判後決定，於午後五時，以榴砲十二門，對密丁格河南岸至因亥牙間的七個目標區急襲射擊。遏阻敵軍，並趁勢擺脫敵人，向北經曼德勒、中固，西渡伊洛瓦底江至斯威堡歸建。

### 歷劫蠻荒
中印緬未定界邊區：曼西亙孟拱、密支那之線以北，三盤山以東，巴特克山之南，江心坡、野人山之西，廣袤五萬餘平方公里，窮陬僻壤，蠻煙瘴雨的原始森林地帶，胡康河谷、新開嶺堪迪、洞洞山、烏尤森林保留地、孟拱河谷、庫芒山以及邁立開江河谷與恩梅開江谷地羅列其間，高山險峻，河川縱橫，絕壁斷崖，谿谷深淵，林海莽莽，荊棘叢生，道路崎嶇，舉步維艱，天候晴雨不定，氣溫變化無常，影響大軍運動、人員保健與後勤支援至大至深。
第五軍杜聿明軍長奉命率領長官部、第五軍軍部及軍直屬部隊，新二十二師、各部隊離散官兵、重傷患及華僑與印緬難民兩萬一千餘人，於五月十四日到達洞洞山西南側的莫的林。杜軍長瞭然，自莫的林東北行至項巴，不僅是深入溪澗交錯，蠻荒煙瘴的不毛之地，而且只有少許羊腸小徑步行，乃決定：車輛火砲重裝備集中焚毀，食糧分配各部隊攜帶，依照萬國紅十字會公約，安置不能隨軍行動的重傷患一千五百餘人。（按邱中岳著作中記載，這一千五百餘傷患因不願受日軍俘虜的屈辱，集體自焚殉國。）
五月十六日，第五軍沿著洞洞山西北側與烏尤河間的一條小徑爬坡涉水。二十一日，前衛第六十五團抵沙士克，軍到達斯委定，新二十二師抵賓諾關及蠻興。跋涉五日，不見人煙，盛夏酷暑，疫癘流行，山野露宿，飢疲交迫，罹病落伍人數大增，騾馬倒斃亦多。五月二十三日中午，前衛團第六連（邱中岳連）於馬夢、與敵軍第三十三師團之一部遭遇激戰；杜軍長瞭然情勢遽變，決心自項巴渡烏尤河向北經烏卡家向新開嶺堪迪前進。
邱中岳率領第六連於二十五日追上營之主力歸建。二十六日，濛濛細雨象徵北緬雨季的開始，也因為天雨路滑，饑疲交迫，患病、落伍官兵及眷屬、難民，絡繹於途。
五月三十一日晨，杜軍長奉蔣委員長三十日電令：「該軍既已到達新聞嶺堪迪，應即西向印度或印度東北之雷多轉進，...」第五軍各部隊趁天雨尚未造成山洪暴發及更的宛河河水氾濫之前，儘快於來賽卡西北涉水過河。北緬蠻荒千里，從六月三日凌晨開始大雨傾盆，肇致山崩地裂，洪水氾濫，行動更加不便，尤以無米為炊，官兵只得以野果、野菜、山藥、啞芋頭、芭蕉根與螞蟻蛋果腹療飢，緩緩牛步 '遲遲於六月中旬到達大洛盆地，接受空投補給（每人十日份）後，復於六月下旬，繼續自大油洋向北經拉其卡、過大卡河、攀納更班山，沿隆仆至丹六卡小徑向北，七月七日抵新平洋。十五日，各部隊依然冒著苦雨淒風離開胡康河谷，經沙姆大庫、渡大卡河、沿卡拉卡、朗新、過日河、出哈巴采、尚尼伽、濃漾、朋紹關、馬察姆、浪吐、提旁，輾轉到達雷多，傷亡損失之大，竟然超過緬甸作戰損失一倍以上，且所有重武器（含彈藥）、重裝備遺棄殆盡。
八月十七日，邱中岳結束哈巴采收容所，率領全連官兵四十八人於八月二十二日抵達雷多。按：第六連轉進，歷時一一四天。起初，全連官兵七十三人，沿途落伍生死不明的有二十五人，安全抵達雷多的僅四十八人。

### 藍伽整訓
遠征軍援英入緬作戰失利，第五軍之一部與新三十八師，穿越北緬窮山惡水進入印度，官兵生還者不足萬人。經盟邦與我政府同意，改名為「中國駐印軍 CHINESE ARMY IN INDIA簡稱C.A.I」,移駐印度東北比哈爾省之藍姆伽整編，成立總指揮部，由史迪威將軍任總指揮；起初，總指揮部除少數直屬部隊和各兵種訓練班之外，僅轄新廿二、新三十八兩個師。三十一年十月，為適應未來反攻緬甸之需求，除由國內空運補充兵員至印度充實新二十二、新三十八兩個師之外，並將四川蘆洲之第二十五補訓處改編為新三十師空運印度，與新廿二師、新三十八師編成新一軍，由鄭洞國中將任軍長，另編成砲兵第四、五、十一（重迫擊砲）、十二團，工兵第十、十二團，輜汽第六團，騾馬及人力輸送兵各一團，戰車第一~七營，高射機鎗營，兵工營，特務營，憲兵營及通信營等部隊。駐印軍之後勤支援由英方負責，所需之裝備，軍士官幹部教育與技術訓練，由美方負責；惟我新二十二師各級幹部之統御領導、部隊訓練與指揮作戰，悉以師長廖耀湘將軍之戰鬥群戰術思想為基礎，引伸國軍與日軍於桂南、緬甸作戰之經驗教訓，發揮創意，摹擬實戰，勤訓苦練戰術戰技，不一年而成為反攻北緬、打通中印公路的精銳勁旅。

### 反攻緬北第一期
民國三十二年九月末，新二十二師繼新三十八師第一一三團之後，自藍姆伽機動到達了雷多以東的原始森林地帶裡，讓官兵適應爾後面臨的森林作戰環境，磨練森林作戰戰法。
十二月中，先期進入緬北的新三十八師第一一二團主力在于邦受阻，其右翼的第三營於拉加蘇為敵圍困，營長陳耐寒、第八連連長趙振華先後陣亡，情勢危殆。新二十二師第六十五團奉駐印軍總指揮部命令於十二月三十日車運自雷多軍區至新平洋，自新平洋沿大奈河右岸納更班山之羊腸小徑，直趨拉加蘇解第一一二團第三營之圍後，渡大奈河奪取大洛，控領大洛平原。

#### 大洛之役
第六十五團傅團長受命後，認為總指揮部的命令頗為不妥，經他仔細分析和研判後，斷然於一月五日下午下達了他的決心：「團（欠）即自NX7988渡河，沿大奈河左（南）岸叢林裡，向大洛方向開路前進，迫敵於大洛平原決戰而殲滅之，爾後奪取大洛，解拉加蘇之圍，並控領大洛平原，準備爾後之作戰。」 
邱中岳的第六連在一月十二日下午與敵軍約一個加強排於一一七六高地接觸激戰，將敵壓迫於一一七六高地北端予以殲滅。團主力以第一營為前衛，第三營（欠第九連）為預備隊，於十四日繼續向大洛方向前進。原來圍攻拉加蘇的敵軍第五十五聯隊第三大隊，察覺我軍行動後，立即留置第八中隊的一個加強排，牽制拉加蘇的我軍，大隊主力渡大奈河向北挺進至百賊河南岸佔領陣地，拒止我軍的前進。
一月二十日，傅團長將第二營調到了百賊河的前方，從團指揮所左側出發，在森林裡朝著九〇度的方向開路前進，到達NW8966基點後，向南取一八〇度的方位角前進，至二一八四高地基點後，再右旋向西取二七〇度方位角開路前進，抵達百賊河敵軍陣地的後背，然後以第四連截斷敵人的退路並阻止敵人的增援，第六連加強（第五連第一排，重機槍第二連之第一、二兩排（重機槍四挺），團八一迫擊砲連（八一迫擊砲十二門））爲主攻，自東向西，包圍殲滅敵人於大奈河河畔。
是役，總共殲滅敵軍第八中隊長深瀉陸夫以下官兵七百餘人，生俘二十六人，擄獲七〇步兵砲（速射砲）兩門，八二迫擊砲四門，重機槍六挺，輕機槍及步騎槍五百餘枝，該大隊大隊長岡田中佐，於二十五日下午四時許，負傷後退守河邊，最後力盡以手榴彈自爆斃命。第二營在這次作戰中，全營傷亡不及六十人。
史迪威總指揮在二十五日晚上，得到了百賊河全勝報告的當時，不僅懷疑百賊河的戰果，而且告知第六十五團，不要把死屍埋掉，他要親自來看看。二十六日上午，他帶了四名憲兵，坐小艇到百賊河河口上岸，邱連長陪著他走遍了陣地的每一個角落，經清點找到的屍體，共六一七具。
時任美軍聯絡官的Roy R., Van Dusen（華譯：范迪生）全程隨第二營行動，爾後將其經歷整理並被美國步兵學校選為叢林戰的教材。對日抗戰期間中國軍隊的戰歷被盟軍如此重視者實屬罕見。邱中岳與第六連在這次作戰中起了關鍵性的作用，並在此役之後晉升少校。

### 反攻緬北第二、三期
十月雨季將盡，我駐印軍渡過雙十節後，即於十月十五日揮兵南下，對伊洛瓦底江流域展開全面攻勢。右路英軍第三十六師，沿密（支那）曼（德勒）鐵路走廊，攻略卡薩。左路新一軍沿密（支那）臘（戍）公路，直撲八莫、南坎。中路新六軍則以新二十二師，沿曼密鐵路以東之原始森林中鑽隙潛行，祕密行動，其前鋒於十一月二日凌晨進抵伊洛瓦底江北岸，一舉擊破沿江警戒之偽緬軍，連克皎支、摩首及丁八佛因。五日拂曉，師主力出敵意表，多點強渡伊洛瓦底江天險，擊破敵守軍第二師團第十六聯隊及偽緬軍之一部，七日佔領瑞古，首開第二階段攻勢勝利之基端。
瑞古瀕伊洛瓦底江南岸，形勢險要，向南可達臘戍及眉苗，為卡薩、八莫間水陸交通中心，伊洛瓦底江整體防線之樞紐及八莫與滇西敵軍之戰略翼側。
廖軍長為早日打通中印公路，遂不待伊洛瓦底江流域戰鬥結束，即以新二十二師沿八莫西南叢林地帶，直趨臘戍。李濤師長受命後，隨即率師南下，連克曼大、西口、西宇及當瓜諸要點，十二月初，前鋒夜渡瑞麗江，攻佔曼沙勒及派來，建立橋頭陣地；詎料日軍進犯貴州獨山，貴陽告急，重慶震動，廖軍長奉命率軍之主力空運回國赴援，留置第五十師協力新一軍，繼續完成打通中印公路的歷史任務。

### 湘西之役
三十三年十二月下旬，新六軍（含第十四師、新二十二師）返國，將緬戰即將完成之任務交與新一軍；原為寇犯獨山，貴陽危急，需新六軍迎擊強寇而鞏固陪都。但俟新六軍全部空運雲南霑益時，敵竟聞風後撤。新六軍所部乃暫時駐節曲靖。翌年初，青年軍第二〇七師，奉命編入新六軍序列。五月寇犯湘西，新六軍奉命空運湖南芷江，增援第四方面軍之作戰。廖耀湘於偵察地形及瞭解狀況後，決心以新二十二師一師之兵力接替第七十四軍全軍之任務。按實際狀況，一師兵力綽有餘裕，但友軍竟誤會將軍有輕視之意，誓言寧願戰闘至最後一兵一卒，堅拒不交。而當面敵軍聞新六軍即將參戰，竟聞風而逃。

### 衛戍京滬
同年八月，日軍投降，新六軍空運南京。

## 東北戡亂

### 法庫之役
遼南之役邱中岳被敵人手榴彈炸傷右膝彎，因軍醫使用抗生素不當造成藥物性腎衰竭，廖耀湘緊急將其專機轉往北平協和醫院診治，後經半年的療養，其間嚴格控制水分的攝取，終於三十六年秋康復歸隊。
當時陳誠實施擴軍，將新六軍十四師擴編為新三軍，二〇七師擴編為整編師（軍），另成立一六九師（師長張羽仙）及暫編六十二師（師長劉梓皋，暫編六十二師重建後授正式番號為二九六師）補充新六軍，邱中岳被任命為暫編六十二師第二團中校副團長，隨即因團長張鳴鐸在攻略康平戰役中陣亡而繼任為團長。
廖耀湘對法庫防禦的戰術指導源自法軍馬其諾防綫，建造碉堡五百餘座，堡堡相互支援。劉師長以此為基礎採用攻勢防禦部署，除第一團負責城防，第二、第三團分別部署於城南陶家屯與城西之劉家窩棚等地，並組織搜索隊與突擊隊不時向週邊敵軍主動攻擊以擴大生存空間。解放軍幾次主力攻擊調兵山、陶家屯與劉家窩棚等據點皆無功而返，遂切斷瀋法、法鐵公路改以圍困爲主。暫編六十二師被圍日久，糧彈醫藥俱靠空投，漸感不支。
三十六年冬，剿總為解法庫之圍，以新五軍、七十一軍為左攻擊兵團，以新六軍、新三軍為右攻擊兵團，期能捕捉匪軍主力於法庫以南而殲滅之。無奈剿總指導舛錯，導致新五軍於公主屯被圍覆滅。
新五軍覆滅東北剿總乃知解放軍圍而不攻是欲以此為餌，剿總不中其意，遂於暫編六十二師被圍六十四日之後令其自行突圍。暫編六十二師受命之後，邱中岳提出一大膽的突圍計劃：以九個步兵營為單位自九個方向以炸彈開花的方式走敵人的間隙鑽囘鐵嶺、瀋陽，然而此一計劃並未為層峰採納。
暫編六十二師突圍之部署乃以三個團編成左、中、右三個縱隊，第二團與師直為中央縱隊，向北取通江口轉向東至開原再往南至鐵嶺。途中經解放軍十餘個師的層層堵截，主力終於在開原西北四十公里的何家油坊為優勢解放軍所圍困，卒賴邱中岳的策劃組織突圍而撤至開原，解放軍尾隨而至再圍開原，守軍五十三軍守備團呂團長被俘。邱中岳組織再突圍，殘部終於安返鐵嶺。

### 遼西戰役
法庫突圍之役，暫編六十二師損失近半，然而第二團因邱中岳指揮得當大部分突圍成功。衛立煌接掌東北剿總之後，廖耀湘將第二團充實為三千五百人的加強團駐軍虎石台，邱晉升為上校團長，其餘各團及師直屬部隊班長以上幹部徒手運往錦西整補。
民國三十七年十月，遼西會戰開打，邱中岳團被編入西進兵團戰鬥序列，十一日邱團攻高山台山擊潰解放軍獨立師，克彰武。十四日西進兵團克新立屯，與解放軍對戰於芳山鎮、胡家窩棚之綫。十五日錦州陷落，十六日長春守軍叛降，作戰目標已失，剿總與參謀本部對西進兵團之行止不做決定，直至七日之後始令西進兵團繼續前進。二十二日西進兵團攻黑山、大虎山，然而解放軍已利用西進兵團七日之無爲重新調整部署，導致西進兵團之攻擊徒勞無功。二十五日邱團克打虎山，旋因整體情勢不利，解放軍已對西進兵團完成合圍，廖耀湘令邱團囘軍佔領渡河口掩護全軍撤退，然而邱團等候一日未見廖及其他友軍，料想友軍已另尋他處渡河遂自行撤退囘瀋陽，途中除擊破解放軍一營外未遇其他的阻擊。
邱團囘瀋陽後始知西進兵團已敗，遼西潰兵陸續返回瀋陽，經邱團收容編制完整的即有十七個營，部署於瀋陽大學周邊。然而情勢至此軍無鬥志，衛立煌等高級長官棄職潛逃，瀋陽守備第二總隊中共地下黨員秦祥臻對内脅迫周福成，並以開會、運補、支援等名義扣押各部隊主官，邱亦被執，全軍遂告瓦解。

## 來台後經歷

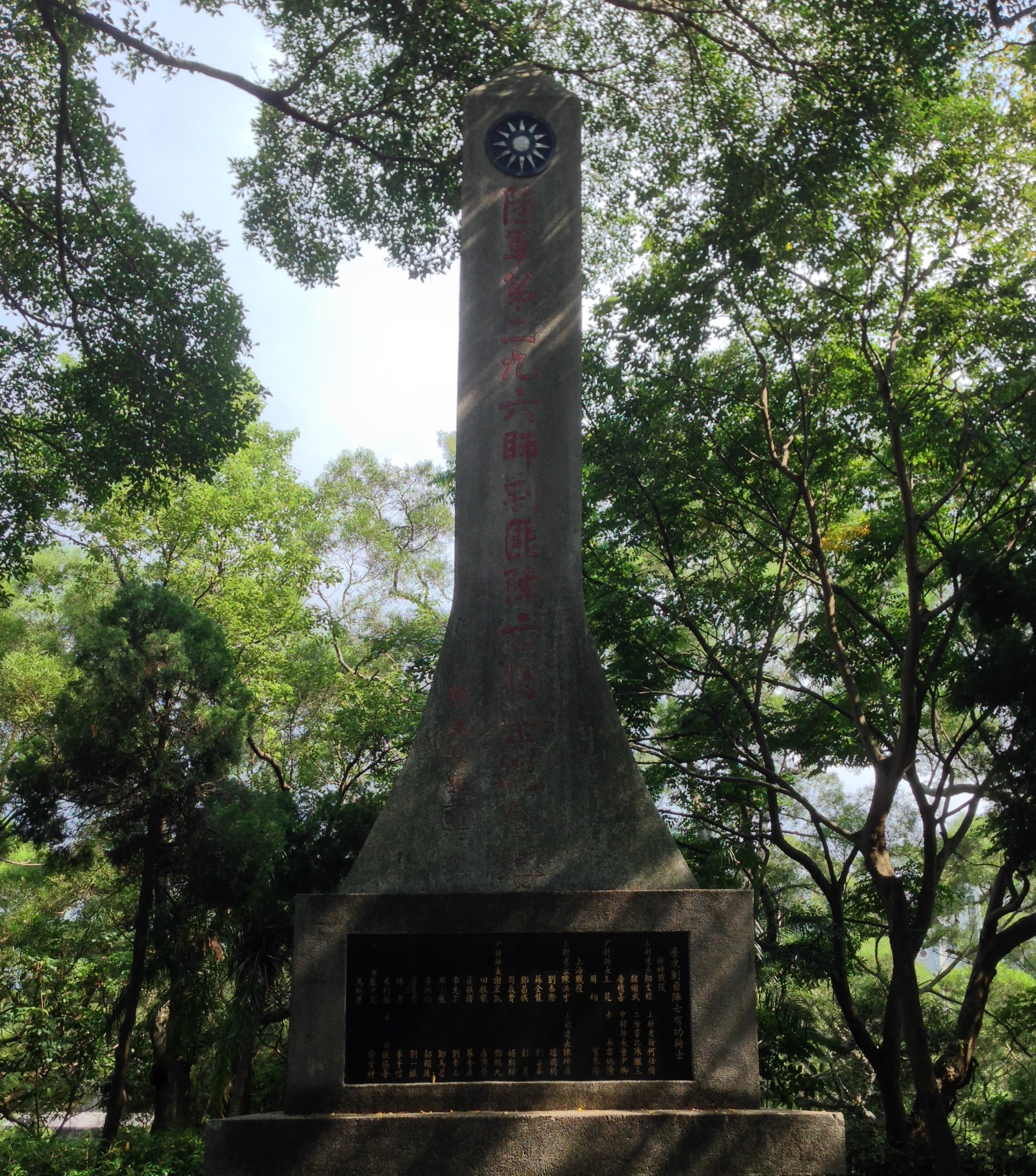
苗栗市貓貍山公園陸軍第二九六師剿匪陣亡將士紀念塔

三十八年初，邱中岳自東北脫險南下，輾轉經北平、上海、漢口、廣州、香港等地來台。來台之初，曾短暫地隨劉建章、傅宗良等數百前新六軍人員潛囘湖南遊擊，惜缺乏後援失敗囘台。

### 軍中經歷
邱中岳來台之初倍受壓制，民國三十九年，任職於孫立人的儲備軍官訓練班，國軍竟以整飭人事紀律為由，將其上校軍階核為少校，多年戰場出生入死累積的功績，一筆勾銷。後來又隨衆多所謂編餘軍官，編入高雄要塞軍官守備團。靠著一股不服輸的意志，力爭上游，歷經陸軍官校、陸軍參謀大學等教官、學官職，於民國五十二年復准出任部隊職，先後擔任第四十九師一四五團上校團長，第五十七師上校參謀長。
民國五十八年任陸軍官校專修班上校主任，對學兵的訓練講究以身作則、帶頭示範，所有對學兵的要求，幹部都必須能率先達成，完全沒有不合理的訓練。
民國五十八年底，調任反共救國軍第一突擊支隊長，民國六十年晉升少將，三月調任第十軍參謀長。
民國六十二年調任陸軍第二十七師少將師長，六十三年部隊論調，戍守金西，任内廣建碉堡、坑道、戰壕等工事、積極經營戰場，同時廣建餐廳解決官兵露餐問題改善官兵生活，其任内開闢整建的「水頭碼頭」，今日已經成爲小三通的重要口岸。邱中岳對部隊訓練精到，訓練課目與其他野戰師不同，之後的師對抗皆能獲得佳績，蓋傳承自新六軍者也。
邱中岳於民國六十四年底調任第四軍副軍長，任内籌備主持國慶閲兵大典，是歷年來最盛大的一次。民國六十五年以屆齡調陸總部作戰研究督察委員會退役。

### 三軍大學
邱中岳退役之後，退輔會曾安排所屬事業單位任職，以非其所長而弗就。時參謀總長郝柏村兼任三軍大學校長，鑒於國家承平日久，高階將領多無實戰經驗，不免淪於紙上談兵，特器邱中岳豐富的作戰經歷，連續八年聘為戰爭學院兵學研究所外聘講座，作育國軍英才。二十年來國軍高階將領、司令、總長、部長等多出自門下。
邱中岳認爲，戰場情勢瞬息萬變，各種戰術想定不宜有標準答案，但根據不同的狀況可以有高下之別。所謂標準答案，易落於窠臼，形成固定模式而為敵所料而為敵所乘。

### 祭奠印緬陣亡將士
邱中岳經歷兩次印緬戰役，懸念陣亡的十萬將士埋骨於荒煙蔓草中無人聞問，所謂官方歷史，記載既不全面，且諸多舛錯，所以邱退伍之後，即開始收集、調查有關遠征軍、駐印軍的資料。民國七十五年，印度華僑張其勇發現埋沒在雜草中的駐印軍藍姆伽公墓，自費整建，完工後透過國民黨延請當時參戰的邱中岳、李定（一）、楊世發等三位將軍赴印主持竣工典禮。邱中岳知道在印度東北雷多、佳蘭埔等地還有駐印軍的散落墓群，然而在前往探勘的途中，因當時中（共）印邊界衝突，在進入阿薩姆省「的布魯嘎」機場時，即遭到扣留軟禁，隔天強制出境。
民國八十四年八月，時值抗戰勝利五十周年，邱中岳再次前往印度「駐印軍藍姆伽公墓」秋祭國殤，並再次派員（徐華興與蕭永祥）赴「的布魯嘎」，由住在馬控的華僑何仲文接應轉往浪吐，圓滿完成探勘任務。返台後面報國防部長蔣仲苓：（一）、整建雷多地區陣亡將士公墓。（二）、以口述歷史方式，編輯「抗戰時期滇印緬作戰」。
民國八十九年經邱中岳報請行政院長蕭萬長核定：駐印度反攻北緬陣亡將士，於九月三日奉祀忠烈祠永垂千秋。九月三日，奉祀典禮由新任總統陳水扁主祭，參謀總長湯曜明、邱中岳等前駐印軍退役將領陪祭。因陳水扁遲到一小時，邱中岳還發了一頓脾氣。
「抗戰時期滇印緬作戰」口述歷史，於民國八十八年完成出版。整建雷多地區陣亡將士公墓，因陳水扁去中國化而始終未能完成。

## 論述著作
參見參考資料欄目。
邱中岳將其印緬作戰經歷，著有「遠征」一書，全書分爲「義援英緬」、「歷劫蠻荒」、「秣馬厲兵」、「復仇雪恥」等四篇，然而僅出版前兩篇。「歷劫蠻荒」一篇中曾記載有緬甸莫的林一千五百名國軍傷病人員自焚事件，引起廣泛注意。